# Предраг Вранеш (рагбиста)
Предраг Вранеш (21. јануар 1986) српски је рагбиста, који као репрезентативац представља Републику Србију у рагбију 15.
Целу играчку каријеру провео је у београдском рагби клубу Рад.

## Биографија и каријера
Прошао је омладинску рагби школу у београдском Борцу, да би као сениор заиграо за Рад, тадашњи Победник. Предраг игра у првој линији скрама, на позицији укљештеног стуба. Током каријере одиграо је преко 100 утакмица за Рад, па је уврштен у Радове сентурионе. 
Вранеш поседује рагби интелигенцију и добро је технички обучен за гурање у скраму. 
Одиграо је преко 25 утакмица за сениорску рагби 15 репрезентацију Србије на Европском првенству. Играо је за младу рагби 15 репрезентацију Србије до 18 и до 20 година.

### Успеси
Као искусни мелејац, Предраг је био део златних генерација Рада.
Првак државе са Радом
2007, 2008, 2009, 2010, 2011, 2012, 2013, 2017, 2023.
Освајач националног Купа са Радом
2006, 2009, 2012, 2013, 2017, 2018, 2020, 2022, 2023.
Вицепрвак Регионалног рагби 15 првенства са Радом
2008, 2009, 2010, 2012.